# كارل زترستين
كارل فلهلم زتّرستين (بالسويدية: Karl Vilhelm Zetterstéen)‏ (1283 - 1372 ه‍ / 1866 - 1953 م) هو مستشرق سويدي. أسهم في دائرة المعارف الإسلامية. ترجم القرآن إلى اللغة السويدية سنة 1917.
تخرج في جامعة أبسالا، و عين أستاذاً للغات السامية بها.
وهو عضو بالمجمع العلمي العربي حتى وفاته.

## آثاره
- «المخطوطات العربية والفارسية والتركية في مكتبة جامعة أپسالا، صنفها ووصفها كارل فلهلم زترستين. مواصلة للفهرس الذي أصدره تورنبرج في 1849، مع ملحق يشمل تصنيف المخطوطات العبرية والسريانية والسامرية» (أپسالا، في جزئين، 1930 ـ 1935).
- «إسهامات في تاريخ السلاطين المماليك في السنوات من 690 إلى 741 هـ، وفقاً لمخطوطات عربية» (ليدن 1919).
- تحقيقه لمؤلف عمر بن رسول والمعنون بـ «طرفة الأصحاب في معرفة الأنساب».